# Apache SpamAssassin
Apache SpamAssassin is een open source computerprogramma voor servers dat wordt gebruikt voor het herkennen en onderscheppen van spam e-mail. De spamfilter SpamAssassin is erg populair en wordt vaak gebruikt in combinatie met een mailserver.
De kracht van SpamAssassin is dat het programma verschillende technieken combineert om spam van 'gewone' e-mail te kunnen onderscheiden. Het wordt daarom gezien als een van de beste spamfilters. De technieken die SpamAssassin toepast, vormen een inhoudsanalyse van de e-mail waarbij met reguliere expressies honderden tests worden uitgevoerd. De afzendergegevens in de e-mail worden gecontroleerd met verschillende blacklists en spamdatabanken en SpamAssassin gebruikt een bayesiaanse filter. SpamAssassin werkt met een puntensysteem. Indien een e-mail na alle tests een hoge score krijgt, wordt deze als spam gemarkeerd.
SpamAssassin is geschreven in de programmeertaal Perl en wordt uitgegeven met een Apache 2.0-licentie.